# Будинок Ардіака

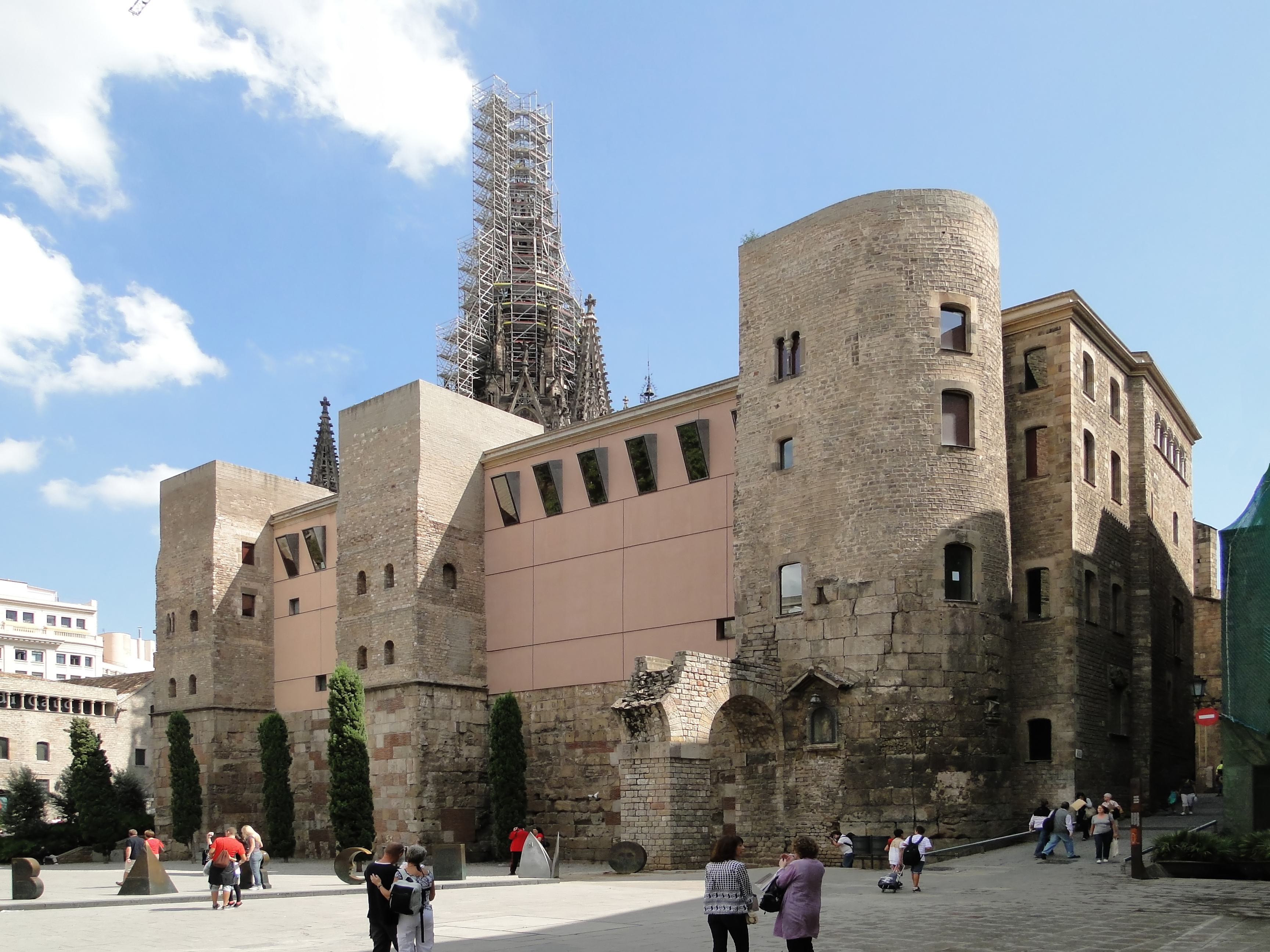
Будинок Ардіака

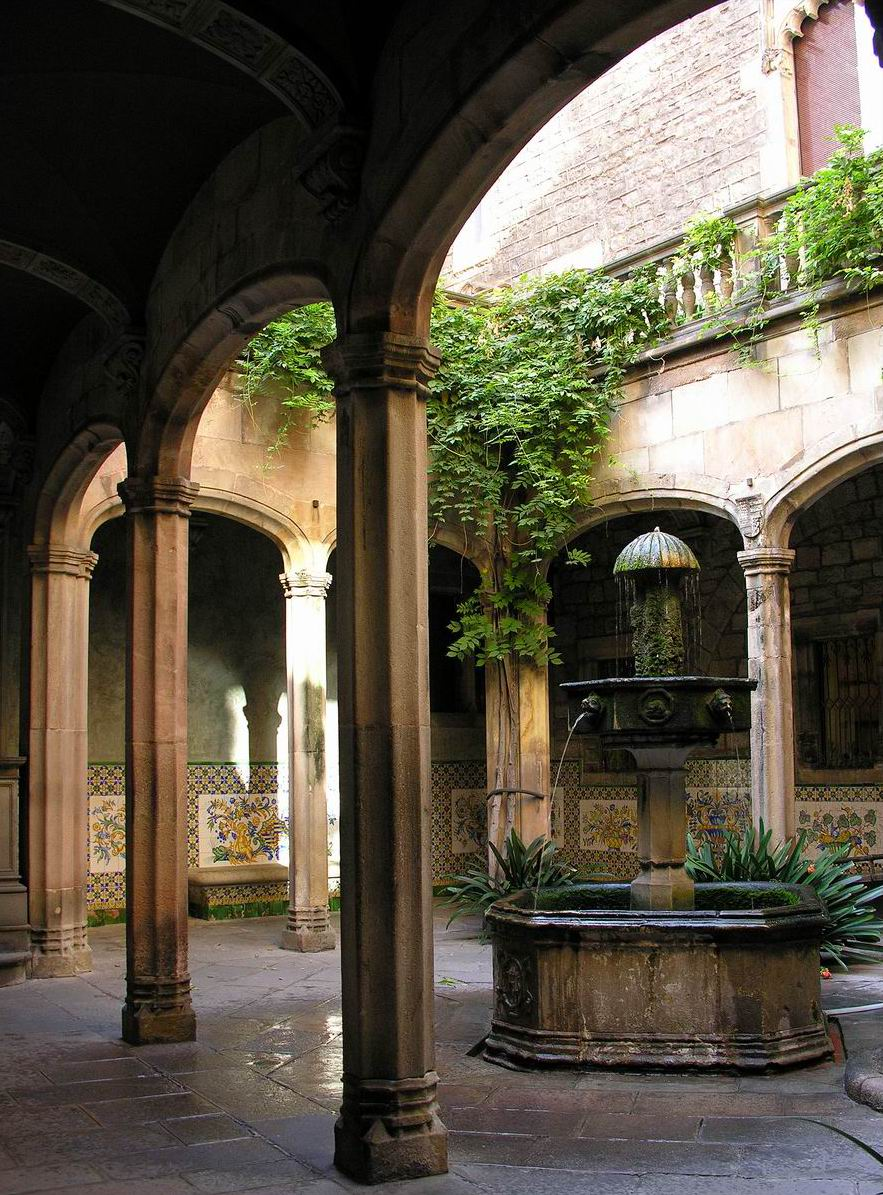
Дворик будинку Ардіака

Будинок Ардіака (кат. Casa de l'Ardiaca — Будинок Архідиякона) — будинок в Барселоні, Іспанія, розташований у Готичному кварталі.

## Історія
Збудований у ХІІ сторіччі і у 1510 був суттєво перероблений Луїсом де Омсом (Lluís Desplà i d'Oms; 1444–1524), тогочасним архієпископом і головою Женералітату Барселони. У 1895 році будинок став штаб-квартирою асоціації адвокатів Барселони. У 1902 році архітектор Луїс Доменек-і-Монтанер прикрасив його у стилі модерн.
У 1920 будинок перейшов у власність міста Барселона і з 1921 у ньому розташовується Муніципальний архів історії.